# Eduard Meyer
Pour les articles homonymes, voir Meyer.
Eduard Meyer, né à Hambourg le 25 janvier 1855, mort le 31 août 1930 à Berlin, est un historien, égyptologue et assyriologue allemand dont la formation s'est déroulée aux universités de Bonn et de Leipzig. Il est nommé professeur à Breslau en 1885, à Halle en 1889, et à Berlin en 1902. Il a enseigné à Harvard en 1909. Il est fait docteur honoris causa par les universités d'Oxford, Saint-André, Fribourg et Chicago. Son œuvre principale est : Geschichte des Altertums (1884 -1902, troisième édition, 1913).
Hans Henning von der Osten est un de ses étudiants.

## Publications
- Geschichte des Alterthums, 5 tomes, Stuttgart, (1884–1902)
- Die wirtschaftliche Entwicklung des Altertums. Ein Vortrag, Jena (1895)
- Ägyptische Chronologie, Berlin (1904)
- Forschungen zur alten Geschichte (1892-1899)
- Untersuchungen zur Geschichte der Gracchen (1894)
- Wirtschaftliche Entwicklung des Altertums (1895)
- Die Entstehung des Judentums (1896)
- Zur Theorie und Methodik der Geschichte (1902)
- Israeliten und ihre Nachbarstämme (1906)
- Der Papyrosfund in Elephantine (1912)
- Ursprung und Geschichte der Mormonen. Mit Exkursen über die Anfänge des Islams und des Christentums, Halle (1912)
- Caesars Monarchie und das Principat des Pompejus, Stuttgart (1918)
- Ursprung und Anfänge des Christentums, 2 tomes, Stuttgart (1921–1923)
- Spenglers Untergang des Abendlandes, Berlin (1925)